# 小行星5229
小行星5229（5229 Irurita）是一颗围绕太阳公转的小行星。1987年2月23日，亨利·德波鸿诺在拉西拉天文台发现了此天体。
这颗小行星的绝对星等为74.75262等。